# MAC Budapeszt
MAC Budapeszt (węg. MAC Budapest) – węgierski klub hokejowy z siedzibą w Budapeszcie.

## Historia
Nazwy klubu
- Központi Sportiskola, KSI (1963–1987)
- Liget SE (1987–1989)
- Népstadion SE, NSzE (1987–1989)
- MAC-Népstadion (1993–2011)
- MAC Budapest (2011–)

Od 2015 MAC występował w rozgrywkach MOL Ligi, a po ich przemianowaniu od 2017 do 2018 w Erste Liga. W czerwcu 2018 MAC Budapeszt i inny węgierski klub DVTK Jegesmedvék zostali przyjęci do słowackich rozgrywek Tipsport Ligi.

## Osiągnięcia
- Srebrny medal MOL Liga: 2016, 2017
- Puchar Węgier: 2017[2]
- Srebrny medal mistrzostw Węgier: 2016, 2017
- Złoty medal mistrzostw Węgier: 2018
- Złoty medal Erste Liga: 2018